# 阿德拉蛙属
阿德拉蛙属（学名：Adelastes）是姬蛙科下的一个属。

## 下属物种
本属包括以下物种：
- Adelastes hylonomos Zweifel, 1986